# Präzisionsinstrument
Als Präzisionsinstrumente werden Messgeräte oder Maschinen bezeichnet, die eine hohe Auflösung erreichen zusammen mit einer außergewöhnlich kleinen Positions- oder Messabweichung.
Um die Präzision zu garantieren, müssen sie noch weitere Kriterien erfüllen, vor allem
- eine hohe mechanische Stabilität
- ausreichende Feuchte- und Temperaturbeständigkeit innerhalb ihres Einsatzbereiches
- gute Reproduzierbarkeit ihrer Ergebnisse (Messwerte, Fertigungstoleranz etc.).

## Arten von Präzisionsinstrumenten und -maschinen
Zu den wichtigen Arten von Präzisionsinstrumenten gehören unter anderem:

### Messgeräte
In diese Rubrik fallen Geräte verschiedener Art, beispielsweise
- Messgeräte für den Maschinenbau (Mikrometer, Messuhren etc.)
- elektrische hochauflösende Digitalmultimeter mit sehr kleinen Fehlergrenzen
- optische Labor-Messgeräte wie Interferometer
- geodätische Theodolite und Tachymeter
- astronomische Fernrohre
- Präzisionswaagen

### Werkzeugmaschinen
Zu den Werkzeugmaschinen von hoher Präzision zählen
- Präzisions-Drehbänke
- CNC-Drehmaschinen

### Nautisches und militärisches Gerät
- GPS- und Doppler-Empfänger
- Doppel-Kreiselkompass und Kreiseltheodolit
- Präzisionsanflugradar
- Präzisionswaffen